# 矢田一男
矢田 一男（やだ かずお、1904年12月19日 - 1966年4月23日）は、日本の法制史学者。新潟県佐渡郡金井町出身。

## 経歴
1921年高輪中学校卒。1924年中央大学法学部予科卒。1927年同法学部卒。中央大学附属図書館職員をしながら、東京帝国大学法科大学助手となり春木一郎にローマ法の薫陶を受けた。1934年中央大学専門部法学科専任講師。1941年同法学部専任講師。1946年同法学部教授。同通信教育部長を経て、1962年「ローマ刑事法の研究」にて中央大学で法学博士受く。1966年中央大学在職中に肝臓がんで逝去。同名誉教授。
門下生に眞田芳憲らがいる。中央大学で急逝した矢田担当する西洋法制史の後任も奇しくも同郷の眞田芳憲が担当した。

## 主著
- 『ユースティーニアーヌス帝法學撮要』ユースティーニアーヌス著 ; 監訳　巖翠堂 1939
- 『中世ヨーロッパにおけるローマ法（日本比較法研究所翻訳叢書5）』P.ヴィノグラドフ著 ; 真田芳憲・小堀憲助と共訳中央大学出版部 1967

## 注
1. ↑  春木一郎コトバンク
2. ↑  博論データベース
3. ↑  以上につき「故矢田一男先生経歴」『法学新報　７４（２－３）』1967　ｐ199以下

| スタブアイコン | サブスタブ | この項目は、まだ閲覧者の調べものの参照としては役立たない、人物に関連した書きかけの項目です。この項目を加筆・訂正などしてくださる協力者を求めています（P:人物伝/PJ:人物伝）。 |